# Mikania dusenii
Mikania dusenii là một loài thực vật có hoa trong họ Cúc. Loài này được B.L.Rob. mô tả khoa học đầu tiên năm 1931.

## Tên gọi khác
- Mikania dusenii
- Giant Climbing Aster
- Climbing Hempweed

## Mô tả
Mikania dusenii là một loại cây thân bụi lâu năm có nguồn gốc từ Nam Mỹ. Loài cây này có lá dài, hẹp. Hoa nhỏ, màu vàng ở giữa, cánh hoa màu trắng. Hạt nhỏ, dẹt, màu đen. 
Chúng phát triển ở đồng cỏ, rừng cây và vùng cây bụi hoặc ở những khu vực râm mát, ẩm ướt.

## Công dụng và lợi ích
Mikania dusenii được sử dụng làm cây cảnh trong vườn và làm cây trồng trong nhà. Chúng được biết đến với khả năng thu hút côn trùng và chim có ích đến khu vườn.